# سومین قتل
سومین قتل (انگلیسی: The Third Murder) فیلمی ژاپنی در سبک جنایی، درام و معمایی به کارگردانی هیروکازو کورئیدا است که در سال ۲۰۱۷ به نمایش درآمد. این فیلم در هفتاد و چهارمین جشنواره فیلم ونیز (۲۰۱۷) نامزد بهترین فیلم شد و در سال ۲۰۱۸ شش جایزه فرهنگستان فیلم ژاپن را از آن خود کرد و در سی و ششمین جشنواره بین‌المللی فیلم فجر به نمایش گذاشته شد.

## داستان
داستان وکیلی (ماساهارو فوکویاما در نقش توموآکی شیگِموری) است که باید از قاتلی (کوجی یاکوشو در نفش میسومی) دفاع کند که در صورت محکومیت، حکمش اعدام است. این متهم پیش از این هم به جرم قتل محکوم شده و اعتراف کرده‌است اما شواهد در مورد اخیر سبب می‌شود که وکیل او نسبت به اینکه در واقعیت چه اتفاقاتی رخ داده‌است، مشکوک شود…